# Бугаківська сільська рада
| Бугаківська сільська рада — колишній орган місцевого самоврядування у Немирівському районі Вінницької області з адміністративним центром у с. Бугаків. Сільській раді були підпорядковані населені пункти: - с. Бугаків |

## Склад ради
Рада складалася з 12 депутатів та голови.

## Керівний склад сільської ради
| ПІБ                          | Основні відомості                                                 | Дата обрання | Дата звільнення |
| ---------------------------- | ----------------------------------------------------------------- | ------------ | --------------- |
| Ковбасюк Василь Анатолійович | Сільський голова, 1957 року народження, освіта, безпартійний      | 26.03.2006   | 01.02.2008      |
| Андрущак Людмила Віталіївна  | Сільський голова, 1972 року народження, освіта, позапартійна      | 01.06.2008   | 31.10.2010      |
| Андрущак Людмила Віталіївна  | Сільський голова, 1972 року народження, освіта вища, позапартійна | 31.10.2010   |                 |

Примітка: таблиця складена за даними джерела